# Avia BH-33

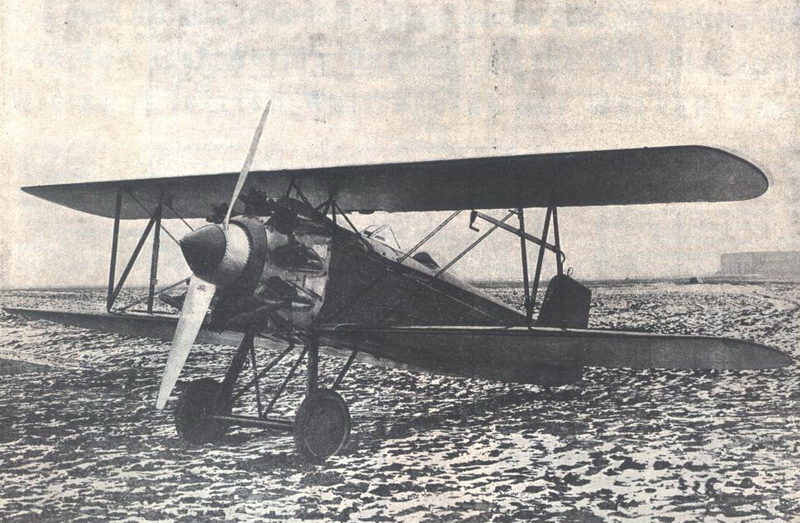
Avia BH-33 với động cơ Walter-Jupiter 480-600 HP

Avia BH-33 là một máy bay tiêm kích hai tầng cánh do Tiệp Khắc chế tạo vào năm 1927. Nó dựa trên loại BH-21J, đây là sự kết hợp giữa khung thân của BH-21 và động cơ chế tạo theo giấy phép Bristol Jupiter.

## Thiết kế và phát triển
Các thử nghiệm ban đầu của mẫu thử thứ nhất cho kết quả đáng thất vọng, hiệu suất bay kém, chỉ nhỉnh hơn BH-21, ngay cả khi trang bị phiên bản mạnh hơn của động cơ Jupiter. Sau đó 2 mẫu thử khác được chế tạo, cả hai đều có tên gọi BH-33-1, mỗi chiếc được trang bị một biến thể mạnh hơn của động cơ Jupiter - Jupiter VI và Jupiter VII. Hiệu suất của mẫu thử trang bị Jupiter VII cuối cùng đã đạt yêu cầu, và Bộ chiến tranh Tiệp Khắc yêu cầu sản xuất lô nhỏ - 5 chiếc. 3 chiếc trong số này được bán cho Bỉ, nước này có ý định sẽ mua giấy phép chế tạo, nhưng cuối cùng không thực hiện. Ba Lan đã mua giấy phép chế tạo 50 chiếc có tên gọi PWS-A, chúng được trang bị cho Không quân Ba Lan vào năm 1930.
Việc phát triển vẫn được tiếp tục, khung thân gần như được thiết kế lại hoàn toàn, thay thế các cấu trúc gỗ bằng thép. Sản phẩm là BH-33E. Tuy nhiên, quân đội Tiệp Khắc không mặn mà lắm với loại máy bay này. Một lần nữa Avia lại bán giấy phép sản xuất cho nước ngoài, lần này là Nam Tư mua giấy phép sản xuất 24 chiếc đi kèm với hợp đồng mua của Avia 20 chiếc khác.
Cuối năm 1929, một phiên bản khác được cải tiến có tên gọi BH-33L, có sải cánh dài hơn, lắp động cơ Škoda L W. Đây là phiên bản cuối cùng, và quân đội đã mua 80 chiếc. Chúng trở thành trang bị tiêu chuẩn cho một số trung đoàn không quân vào đầu Chiến tranh thế giới II.
Biến thể cuối cùng lắp động cơ Pratt & Whitney Hornet do BMW chế tạo có tên gọi BH-33H (sau được định danh BH-133) vào năm 1930, nhưng không được chế tạo hàng loạt.

## Lịch sử hoạt động
Những chiếc BH-33 của Tiệp Khắc không bao giờ tham chiến, còn BH-33 của Ba Lan đã bị thay thế sau khi Đức xâm chiếm Ba Lan.

## Biến thể

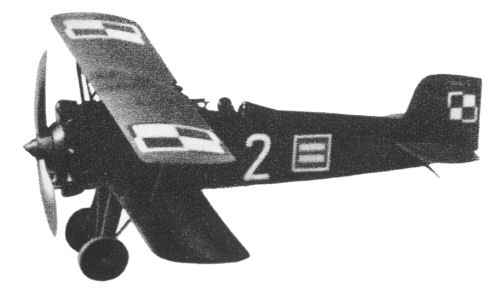
PWS-A

BH-33
Mẫu thử đầu tiên.
BH-33-1
2 mẫu thử trang bị động cơ Jupiter VI (chiếc thứ 2) và Jupiter VII (chiếc thứ 3).
BH-33E
Khung thân chế tạo lại.
BH-33L
Phiên bản với sải cánh dài hơn và trang bị động cơ Škoda L, 80 chiếc được chế tạo.
BH-33H (BH-133)
Phiên bản trang bị động cơ Pratt & Whitney Hornet, 1 chiếc được chế tạo.
P.W.S.A
Biến thể do Ba Lan chế tạo của BH-33 với vài sửa đổi nhỏ, 50 built between 1929 và 1932.

## Quốc gia sử dụng
Bỉ
- Không quân Bỉ có 3 chiếc BH-33-1.

 Tiệp Khắc
- Không quân Tiệp Khắc

 Hy Lạp
- Không quân Hy Lạp mua 5 chiếc BH-33 do Nam Tư chế tạo.

 Ba Lan
- Không quân Ba Lan nhận 1 chiếc BH-33 và sản xuất 50 chiếc PWS-A.

 Liên Xô
- Không quân Liên Xô mua 2-3 chiếc BH-33E để thử nghiệm.

 Nam Tư
- Không quân Hoàng gia Nam Tư

## Tính năng kỹ chiến thuật (BH-33L)

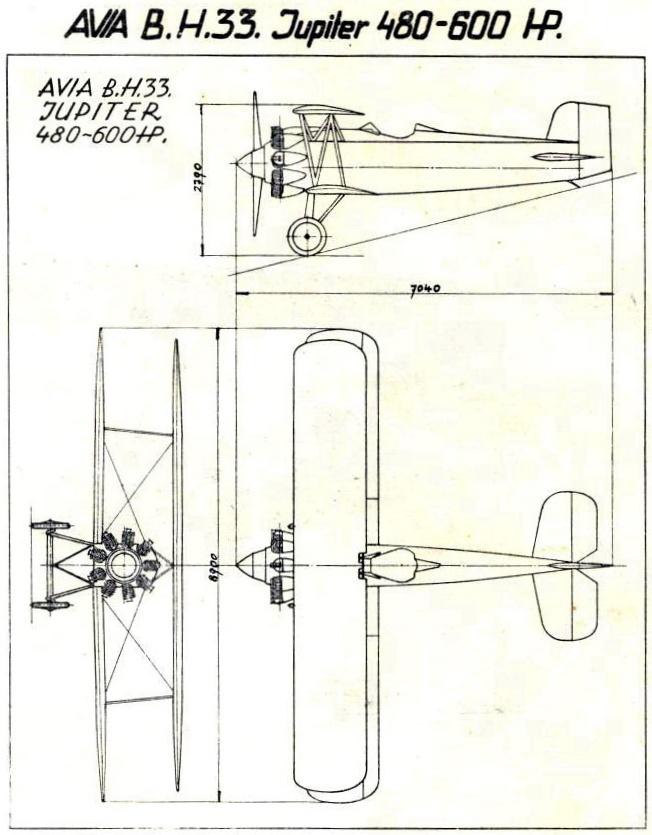
Avia BH-33

### Đặc điểm riêng
- Tổ lái: 1
- Chiều dài: 7,22 m (23 ft 8 in)
- Sải cánh: 8,90 m (29 ft 2 in)
- Chiều cao: 3,13 m (10 ft 3 in)
- Diện tích cánh: 25,5 m2 (274 ft2)
- Trọng lượng rỗng: 1.117 kg (2.463 lb)
- Trọng lượng có tải: 1.560 kg (3.439 lb)
- Động cơ: 1 × Škoda L, 430 kW (580 hp)

### Hiệu suất bay
- Vận tốc cực đại: 298 km/h (186 mph)
- Tầm bay: 280 km (450 miles)
- Trần bay: 8.000 m (26.247 ft)
- Vận tốc lên cao: 9,9 m/s (1.940 ft/min)

### Vũ khí
- 2 súng máy Vicker 7,7 mm (.303 in)

### Máy bay có sự phát triển liên quan
- BH-17
- BH-21
- BH-22
- BH-23

### Chuỗi định danh máy bay
BH-27 -
BH-28 -
BH-29 -
BH-33

### Danh sách khác
- Danh sách máy bay quân sự giữa hai cuộc chiến tranh thế giới